# Riquewihr
Riquewihr är en kommun i departementet Haut-Rhin i regionen Grand Est (tidigare regionen Alsace) i nordöstra Frankrike. Kommunen ligger i kantonen Kaysersberg som tillhör arrondissementet Ribeauvillé. År 2022 hade Riquewihr 1 004 invånare.

## Befolkningsutveckling
Antalet invånare i kommunen Riquewihr
| Referens: INSEE |